# Сьерра-Невада (Испания)

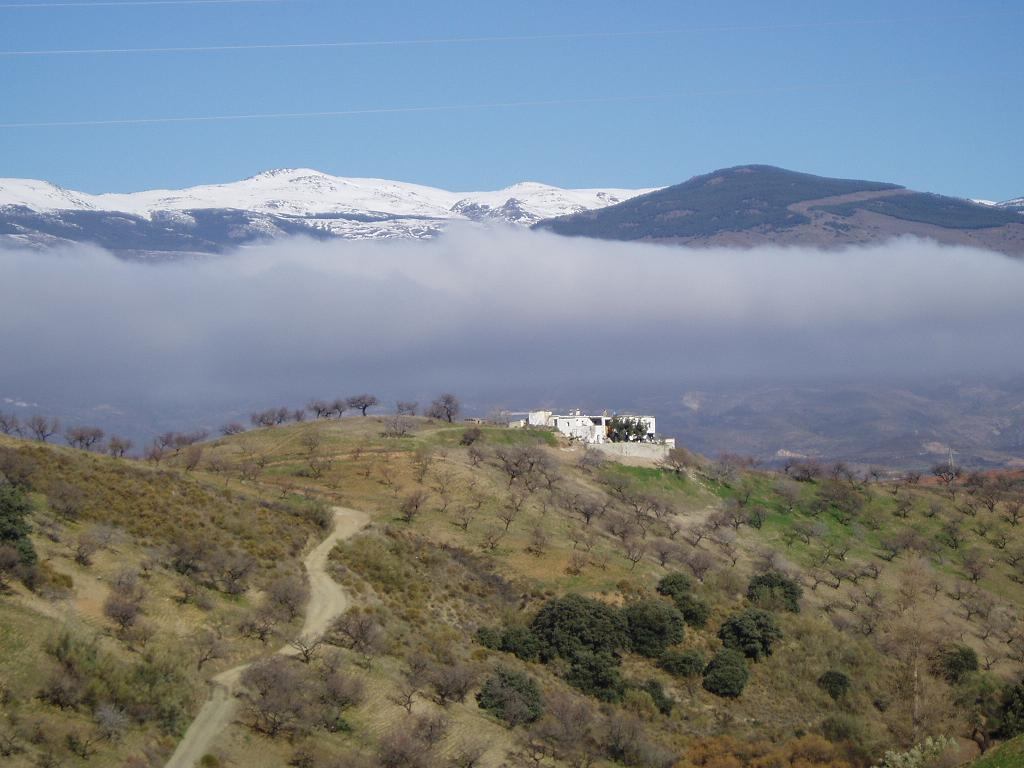
Гора Муласен (3478 м) — высшая точка континентальной Испании.

Сье́рра-Нева́да (исп. Sierra Nevada — «снежный хребет») — горный массив на юге Пиренейского полуострова, часть Кордильеры-Пенибетики. Находится на территории Андалусии, Испания. Самая высокая точка — гора Муласен, 3478 м.

## География
Длина хребта около 80 км, ширина — от 15 до 30 км. Простирается с юго-запада на северо-восток. Значительная часть хребта имеет высоту более 3 тыс. м. На горе Муласен находился самый южный в Европе ледник Корраль-де-ла-Велета, который растаял в 1913 году.
От южного склона хребта отходят несколько отрогов, разделённых речными ущельями — горная страна Альпухарра. На более крутом северном хребте берёт начало река Хениль (приток Гвадалквивира).

## Геология
Хребет Сьерра-Невада был сформирован в альпийский орогенез, в процессе которого также сформировались европейские Альпы и горы Атлас на западе северной Африки. Сегодняшний облик горы приобрели в третичный период (от 65 до 1,8 млн лет назад) при столкновении Африканской и Евразийской континентальных плит.
Хребет сложен доломитами, известняками и кристаллическими сланцами. У города Алькифе имеется месторождение железных руд.

## Использование
Сьерра-Невада является популярным туристическим местом, поскольку на его заснеженных склонах располагается самый южный в Европе горнолыжный курорт, а средиземноморский климат дарит тёплую погоду и много солнечных дней. У подножий хребта находится город Гранада, а немного дальше — Малага и Альмерия.
Некоторые части хребта включены в национальный парк Сьерра-Невада, кроме того весь хребет входит в биосферный заповедник. На северном склоне на высоте 2800 м располагается обсерватория Сьерра-Невада.